# Borboni (cognome)
Borboni è un cognome di lingua italiana.

## Varianti
Borbone, Borbonese, Borbonesi, Bourbon.

## Origine e diffusione
Il cognome è tipicamente centro-meridionale.
Potrebbe derivare dal toponimo francese Bourbon. La famiglia Borbone, regnante anche in Italia in determinati periodi storici, porta questo cognome.

## Persone
- Carlo Sebastiano di Borbone – re di Spagna e delle Due Sicilie
- Carlo Tito Francesco Giuseppe di Borbone – nobile italiano
- Carlotta di Borbone – nobildonna francese